# Nicola Birkner
Nicola Birkner (Berlín Oriental, RDA, 7 de diciembre de 1969) es una deportista alemana que compitió en vela en la clase 470.
Ganó tres medallas en el Campeonato Mundial de 470 entre los años 1996 y 1998, y una medalla de bronce en el Campeonato Europeo de 470 de 1993. Participó en los Juegos Olímpicos de Sídney 2000, ocupando el quinto lugar en la clase 470.

## Palmarés internacional
| \| Campeonato Mundial \| Campeonato Mundial \| Campeonato Mundial \| Campeonato Mundial \| \| Año \| Lugar \| Medalla \| Clase \| \| ------------------ \| ---------------------- \| ------------------ \| ------------------ \| \| 1996 \| Porto Alegre (Brasil) \| Medalla de bronce \| 470 \| \| 1997 \| Tel Aviv (Israel) \| Medalla de plata \| 470 \| \| 1998 \| El Arenal (España) \| Medalla de bronce \| 470 \| \| Campeonato Europeo \| \| \| \| \| Año \| Lugar \| Medalla \| Clase \| \| 1993 \| Breitenbrunn (Austria) \| Medalla de bronce \| 470 \| |                        |                   |       |
| Campeonato Mundial |                        |                   |       |
| Año | Lugar                  | Medalla           | Clase |
| 1996 | Porto Alegre (Brasil)  | Medalla de bronce | 470   |
| 1997 | Tel Aviv (Israel)      | Medalla de plata  | 470   |
| 1998 | El Arenal (España)     | Medalla de bronce | 470   |
| Campeonato Europeo |                        |                   |       |
| Año | Lugar                  | Medalla           | Clase |
| 1993 | Breitenbrunn (Austria) | Medalla de bronce | 470   |